# Prodiaphania walkeri
Prodiaphania walkeri là một loài ruồi trong họ Tachinidae.